# Brian Harman
Brian Harman (Savannah, 19 januari 1987) is een Amerikaans golfprofessional. Hij debuteerde in 2004 op de Amerikaanse PGA Tour.

## Loopbaan
Als jongvolwassene studeerde Harman op de Universiteit van Georgia. Als een golfamateur won hij enkele golftoernooien en -prijzen. In 2003 won hij het US Junior Amateur Championship, het Players Amateur Championship in 2005 en de Porter Cup in 2007 waar hij een toernooirecord op zijn naam zette met 258 slagen, 22 onder par.
In 2010 golfde Harman grotendeels op de eGolf Professional Tour waar hij met de Manor Classic zijn eerste profzege behaalde. In 2010 en 2011 speelde hij enkele golftoernooien op de Web.com Tour.
In 2004 debuteerde Harman op de Amerikaanse PGA Tour, maar hij speelde pas in 2012 een volledige golfseizoen. Op 12 juli 2014 behaalde Harman zijn eerste overwinning op de PGA Tour door de John Deere Classic te winnen. Door die zege kwalificeerde hij zich voor het British Open in 2014.

## Erelijst

### Amateur
- 2003: U.S. Junior Amateur Championship
- 2005: Players Amateur Championship, Georgia Amateur Championship
- 2007: Porter Cup
- 2009: Dogwood Invitational

### Professional
PGA Tour
| # | Datum        | Toernooi           | Score           | Score | Info |
| - | ------------ | ------------------ | --------------- | ----- | ---- |
| 1 | 13 juli 2014 | John Deere Classic | 63-68-65-66=262 | −22   |      |

eGolf Professional Tour
- 2010: Manor Classic

## Teamcompetities
Amateur
- Walker Cup ( USA): 2005 (winnaars), 2009 (winnaars)
- Palmer Cup ( USA): 2006, 2007 (winnaars)